# San Lorenzo Maggiore
San Lorenzo Maggiore község (comune) Olaszország Campania régiójában, Benevento megyében.

## Fekvése
A megye északi részén fekszik. Határai: Guardia Sanframondi, Paupisi, Ponte, San Lupo és Vitulano.

## Története
A település két korábbi falucska, Limata és San Lorenzo egyesülésével jött létre. 633-ban határában zajlott le a longobárdok és a bizáncial egyik véres csatája. 874-ben a szaracénok fosztották ki. A 19. században nyerte el önállóságát, amikor a Nápolyi Királyságban felszámolták a feudalizmust.

## Népessége
A népesség számának alakulása:

## Főbb látnivalói
- Castello (a település középkori vára)
- Santa Maria della Strada-kolostor
- San Lorenzo-templom
- SS. Nome di Dio-templom
- San Dionigi-kápolna
- Sant’Anastasia-apátság